# Evansia
Evansia is een geslacht van spinnen uit de familie hangmatspinnen (Linyphiidae).

## Soort
De volgende soort is bij het geslacht ingedeeld:
- Evansia merens O. P.-Cambridge, 1900